# Jujubinus montagui
Jujubinus montagui är en snäckart som först beskrevs av W. Wood 1828.  Jujubinus montagui ingår i släktet Jujubinus och familjen pärlemorsnäckor. Inga underarter finns listade i Catalogue of Life.

## Bildgalleri

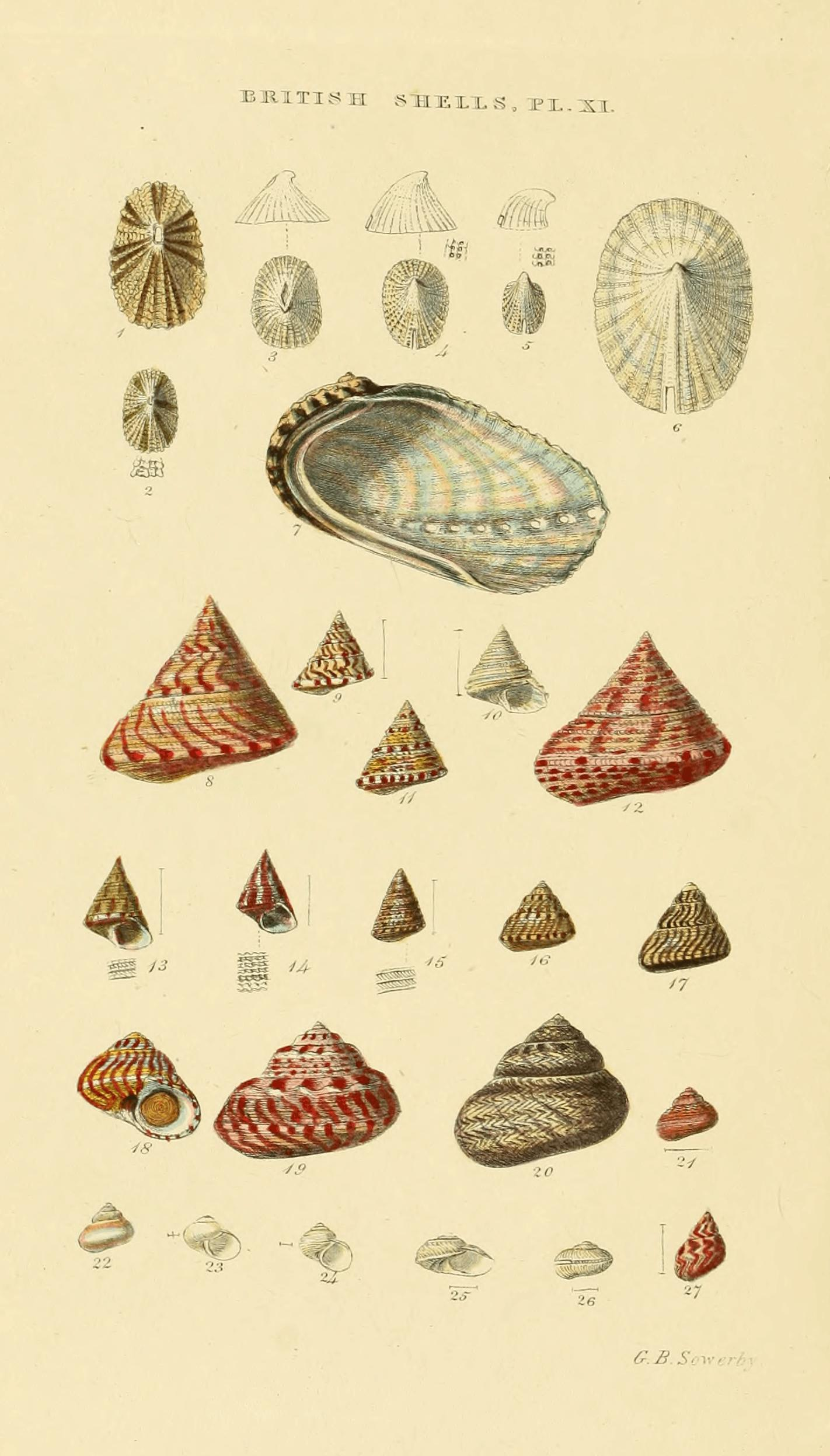